# Peter-Michael Hahn
Peter-Michael Hahn (* 17. Februar 1951 in Mönchengladbach) ist ein deutscher Historiker, der sich insbesondere mit der preußischen Geschichte beschäftigt. Er war von 1992 bis 2016 Inhaber des Lehrstuhls für Landesgeschichte an der Universität Potsdam.

## Leben und Wirken
Peter-Michael Hahn studierte von 1970 bis 1974 Geschichte und Volkswirtschaftslehre in Düsseldorf und Berlin. Von 1975 bis 1980 war er wissenschaftlicher Assistent bei Gerd Heinrich am Lehrstuhl für Historische Landeskunde der Pädagogischen Hochschule Berlin. Von 1980 bis 1983 war Hahn als wissenschaftlicher Assistent an der Freien Universität Berlin tätig. Im Jahr 1977 wurde er in Düsseldorf mit einer von Klaus Müller betreuten Arbeit über den brandenburgischen Adel im 16. Jahrhundert promoviert. Hahn war von 1983 bis 1989 Hochschulassistent für Historische Landeskunde an der Freien Universität Berlin. Im Jahre 1986 erfolgte die Habilitation mit einer Arbeit über die herrschaftliche Durchdringung des ländlichen Raumes zwischen Elbe und Aller von 1300 bis 1700. Von 1989 bis 1990 war er Oberassistent für Geschichte der Frühen Neuzeit an der Freien Universität Berlin. Hahn lehrte von 1992 bis 2016 als Professor für Landesgeschichte mit dem Schwerpunkt Brandenburg-Preußen an der Universität Potsdam. Sein Lehrstuhl wurde bei der Neubesetzung durch Matthias Asche in Lehrstuhl für Allgemeine Geschichte der Frühen Neuzeit umbenannt.
Im Zentrum der Forschungs- und Lehrtätigkeit steht das Problem von Hofkultur und Zeichenhaftigkeit innerhalb des Obersächsischen Reichskreises (Brandenburg, Sachsen, thüringische und anhaltische Kleinstaaten) vor allem im 17. und 18. Jahrhundert. Betrachtet wurden die höfische Zeichensprache und die Symbolik im Bereich der materiellen Kultur und der Baukunst wie auch – allgemein – der Ausbau einer Residenzlandschaft. Darüber hinaus interessieren besonders die politischen und sozialen Verhältnisse Brandenburg-Preußens. Er veröffentlichte 2009 eine knappe Darstellung über die Geschichte der Mark Brandenburg von den Anfängen bis zum jetzigen Bundesland. Dabei will er „den Beitrag der Lokalgewalten bei der Formierung territorialer Herrschaftsverbände“ hervorheben und damit „die regionale Unverwechselbarkeit“ und „die Grundlagen territorialer Identität“ vorstellen. Er veröffentlichte 2012 eine kurze Monographie über Friedrich II. von Preußen. Mit seiner Darstellung will er „in drei Schritten biographisches Wissen und Friedrich-Rezeption unter verschiedenen Aspekten“ miteinander verbinden, „um ein möglichst komplexes Bild der Regentschaft dieses ungewöhnlichen Königs zu entwerfen“.
Hahn wirkt aktiv im Rudolstädter Arbeitskreis zur Residenzkultur mit, dessen Gründungsvorsitzender er war.

## Schriften
Monographien
- Struktur und Funktion des brandenburgischen Adels im 16.Jahrhundert (= Historische und pädagogische Studien. Bd. 9). Colloquium-Verlag, Berlin 1979, ISBN 3-7678-0473-5 (Zugleich: Düsseldorf, Universität, Dissertation, 1977).
- Fürstliche Territorialhoheit und lokale Adelsgewalt. Die herrschaftliche Durchdringung des ländlichen Raumes zwischen Elbe und Aller 1300–1700 (= Veröffentlichungen der Historischen Kommission zu Berlin. Bd. 72). De Gruyter, Berlin u. a. 1989, ISBN 3-11-012118-2 (Zugleich: Berlin, Freie Universität, Habilitations-Schrift, 1986).
- Die Gerichtspraxis der altständischen Gesellschaft im Zeitalter des „Absolutismus“. Die Gutachtertätigkeit der Helmstedter Juristenfakultät für die brandenburgisch-preußischen Territorien 1675–1710 (= Schriften zur Rechtsgeschichte. H. 44). Duncker u. Humblot, Berlin 1989, ISBN 3-428-06585-9.
- Kriegswirren und Amtsgeschäfte. Ferne adlige Lebenswelten um die Mitte des 17. Jahrhunderts im Spiegelbild persönlicher Aufzeichnungen (= Quellen und Studien zur Geschichte und Kultur Brandenburg-Preußens und des Alten Reiches. Bd. 4). Verlag für Berlin-Brandenburg, Potsdam 1996, ISBN 3-930850-37-0.
- mit Udo Geiseler: Einhundert Jahre im Dienst der Wirtschaft. Die Industrie- und Handelskammer Potsdam von 1898–1998. Industrie- und Handelskammer, Potsdam 1998.
- Geschichte Potsdams. Von den Anfängen bis zur Gegenwart. Beck, München 2003, ISBN 3-406-50351-9.
- Friedrich der Grosse und die deutsche Nation. Geschichte als politisches Argument. Kohlhammer, Stuttgart 2007, ISBN 978-3-17-017952-3.
- Geschichte Brandenburgs. Beck, München 2009, ISBN 978-3-406-58350-6.
- Friedrich II. von Preußen. Feldherr, Autokrat und Selbstdarsteller (= Kohlhammer Urban Taschenbücher, Bd. 658). Kohlhammer, Stuttgart 2013, ISBN 978-3-17-021360-9.

Herausgeberschaften
- mit Ulrich Schütte: Zeichen und Raum. Ausstattung und höfisches Zeremoniell in den deutschen Schlössern der Frühen Neuzeit (= Rudolstädter Forschungen zur Residenzkultur. Bd. 3). Deutscher Kunstverlag, München u. a. 2006, ISBN 3-422-06403-6.
- mit Hellmut Lorenz: Herrenhäuser in Brandenburg und der Niederlausitz. Kommentierte Neuausgabe des Ansichtenwerks von Alexander Duncker (1857–1883). 2 Bände. Nicolai, Berlin 2000, ISBN 3-87584-024-0.
- mit Hellmut Lorenz: Pracht und Herrlichkeit. Adlig-fürstliche Lebenswelten im 17. und 18. Jahrhundert (= Quellen und Studien zur Geschichte und Kultur Brandenburg-Preußens und des Alten Reiches. Bd. 5). Verlag für Berlin-Brandenburg, Potsdam 1998, ISBN 3-932981-06-5.
- mit Hellmut Lorenz: Formen der Visualisierung von Herrschaft. Studien zu Adel, Fürst und Schloßbau vom 16. bis zum 18. Jahrhundert (= Quellen und Studien zur Geschichte und Kultur Brandenburg-Preußens und des Alten Reiches. Bd. 6). Verlag für Berlin-Brandenburg, Potsdam 1998, ISBN 3-932981-42-1.
- mit Hellmut Lorenz: Studien zur barocken Baukultur in Berlin-Brandenburg (= Quellen und Studien zur Geschichte und Kultur Brandenburg-Preußens und des Alten Reiches. Bd. 3). Verlag für Berlin-Brandenburg, Potsdam 1996, ISBN 3-930850-24-9.
- mit Kristina Hübener und Julius H. Schoeps: Potsdam. Märkische Kleinstadt – europäische Residenz. Reminiszenzen einer eintausendjährigen Geschichte (= Potsdamer historische Studien. Bd. 1). Akademie-Verlag, Berlin 1995, ISBN 3-05-002672-3.